# Kubu Lembi
Kubu Lembi, właśc. Victor Kubu Lembi (ur. 19 sierpnia 1972 w Kinszasie) – kongijski piłkarz występujący na pozycji pomocnika.

## Kariera klubowa
Lembi karierę rozpoczynał w 1990 roku w zespole AS Vita Club. W tym samym roku przeszedł do belgijskiego KSC Lokeren, grającego w pierwszej lidze. Jego barwy reprezentował przez trzy lata, po czym odszedł do także pierwszoligowego Royalu Antwerp, którego zawodnikiem był z kolei przez dwa lata. W 1995 roku przeszedł do KSV Waregem, z którym w sezonie 1995/1996 spadł z pierwszej ligi do drugiej.
W 1997 roku Lembi wrócił do pierwszoligowego Royalu Antwerp. W sezonie 1997/1998 również z nim spadł do drugiej ligi. W 1999 roku przeniósł się do holenderskiego HSV Hoek, występującego w trzeciej lidze. Po dwóch latach odszedł stamtąd do węgierskiego Dunaferru, w którego barwach w 2002 roku zakończył karierę.

## Kariera reprezentacyjna
W 1994 roku Lembi został powołany do reprezentacji Zairu na Puchar Narodów Afryki. Zagrał na nim w meczu z Tunezją (1:1), a Zair odpadł z turnieju w ćwierćfinale.